# نیک گیلینگام
نیک گیلینگام (انگلیسی: Nick Gillingham؛ زادهٔ ۲۲ ژانویهٔ ۱۹۶۷) شناگر اهل بریتانیا است.
وی در مسابقات کشوری و بین‌المللی در مجموع برندهٔ ۵ مدال طلا، ۴ مدال نقره، ۹ مدال برنز شده‌است.